# Аерозйомка з повітряного змія

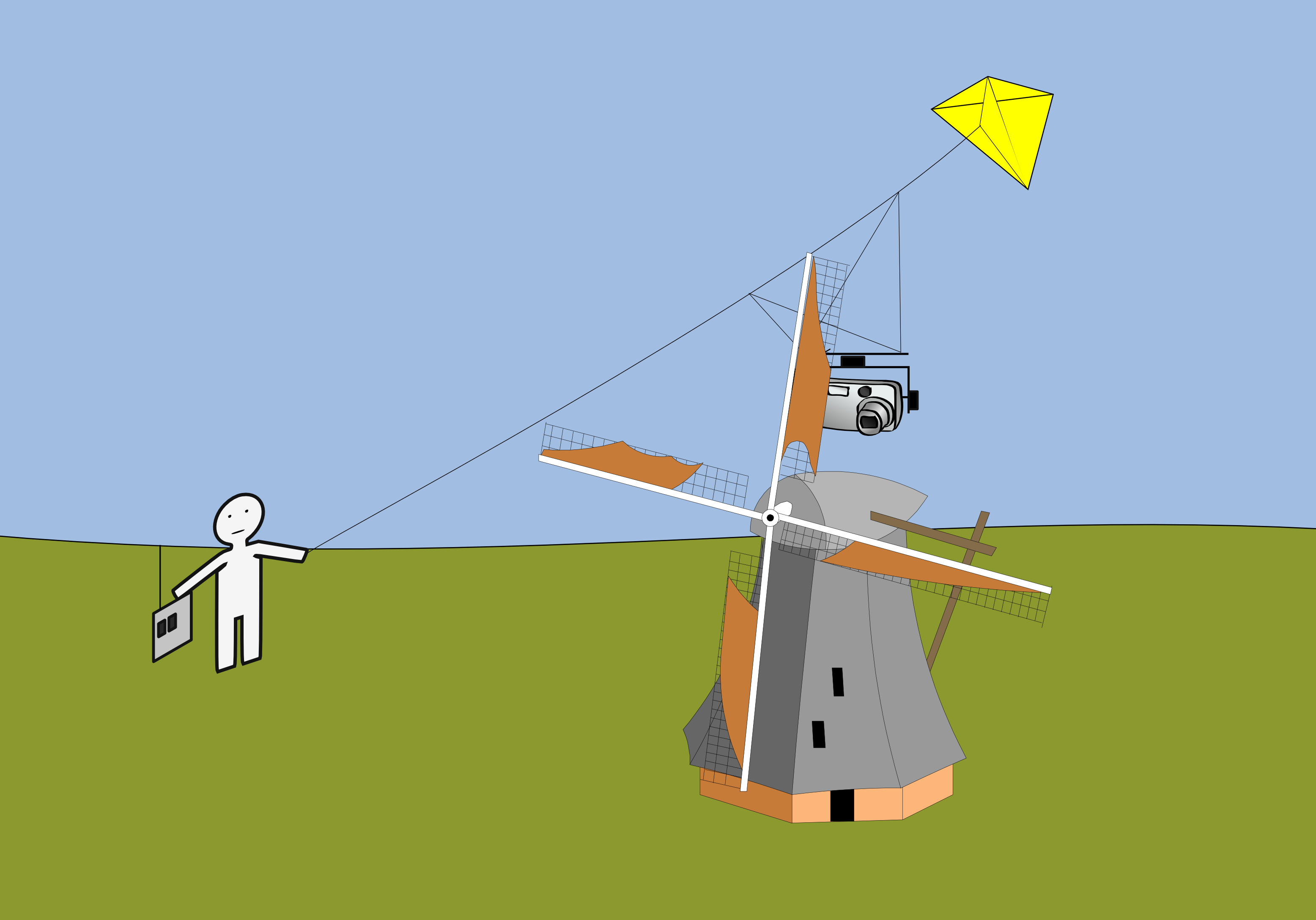
Принцип зйомки з повітряного змія

Аерофотознімання з повітряного змія (англ. kite aerial photography, KAP) — хобі та вид фотографії. Камера піднімається вгору за допомогою повітряного змія, а аерознімки робляться або автоматично, або через радіоуправління з землі. Установки з камерами, які використовуються у цьому методі фотографії, можуть бути відносно простими (складаються з фотокамери та механізму активації затвора) та відносно складними (з радіокеруванням тощо). В деяких випадках аерофотознімання з повітряного змія може стати хорошою альтернативою іншим формам аерофотозйомки.

## Історія

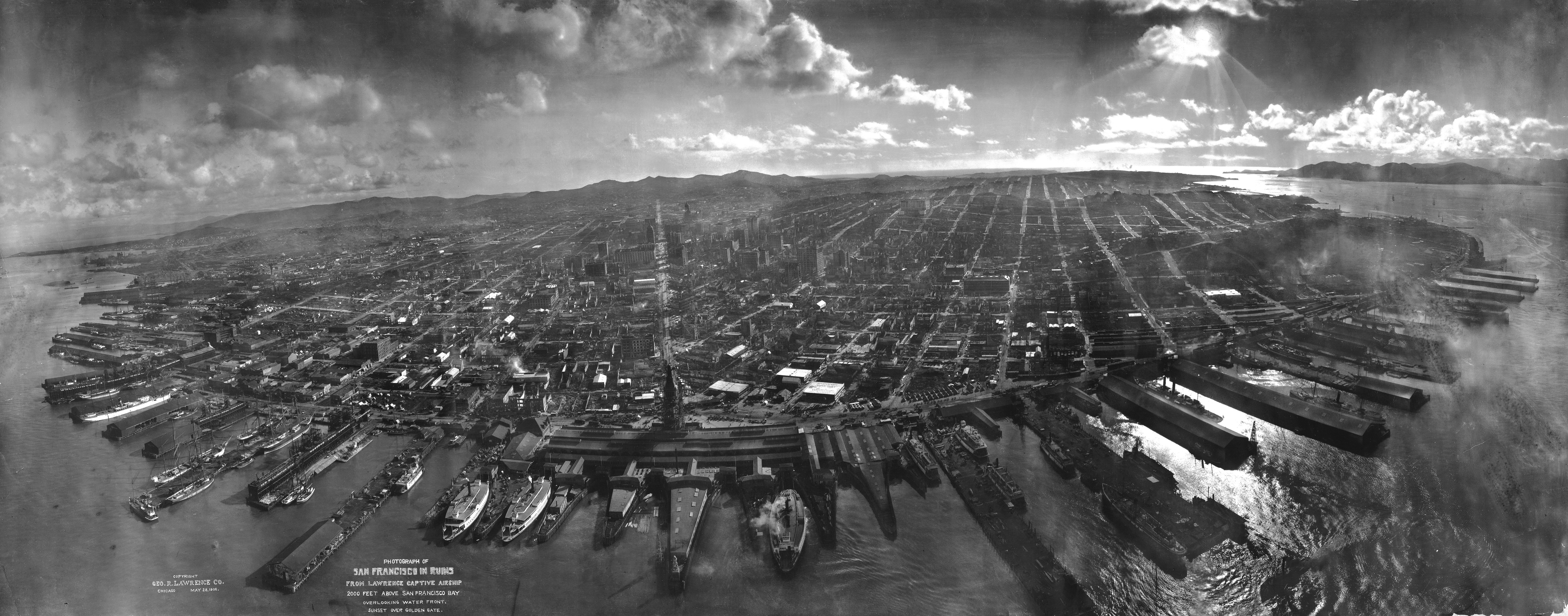
Знімок Сан-Франциско після землетрусу 1906 року

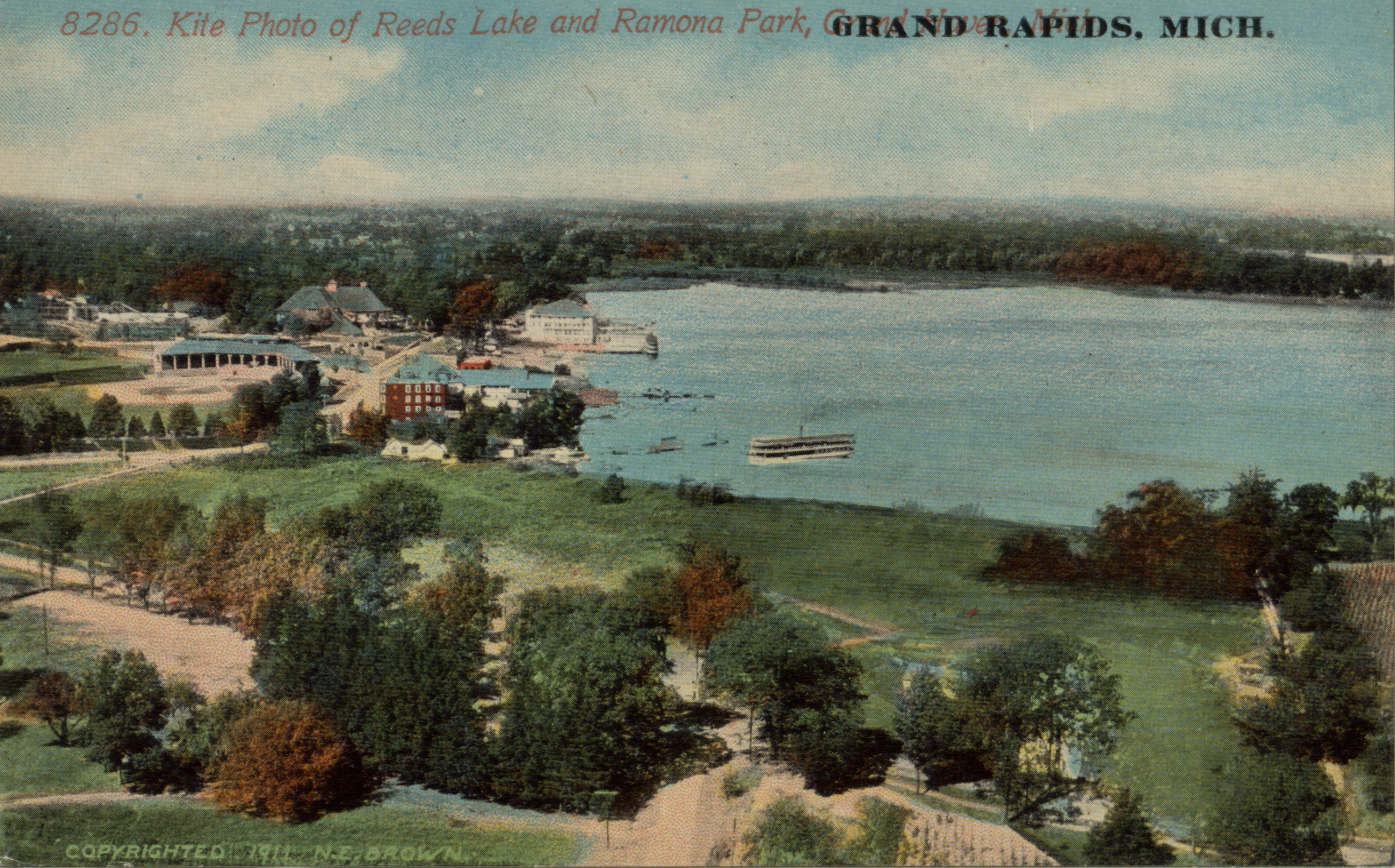
Старовинна поштова листівка з фотознімком, виконаним за допомогою повітряного змія

Перші аерознімки з повітряних зміїв зробив британський метеоролог Дуглас Арчібальд 1887 року та Артур Батут у Лабрюгієрі (Франція) у 1888 році.
Вдосконаленням керованих польотів повітряних зміїв та аерофотознімання займалися також француз Марсель Майлот, британець Роберт Бейден-Павелл, американці Чарльз Лемсон та Вільям Абнер Едді, австралієць Лоуренс Гарґрейв (винахідник коробчатого змія у 1893 та ланцюжка із повітряних зміїв у 1884) та француз Саконні.
Відомий знімок Сан-Франциско після землетрусу 1906 року (справа) виконав один з перших випробовувачів методу аерофотознімання із повітряних зміїв — Джордж Лоуренс, із використанням великої панорамної фотокамери та сконструйованого вдласноруч пристрою для стабілізації.

## Технічне забезпечення

### Повітряні змії для аерофотознімання

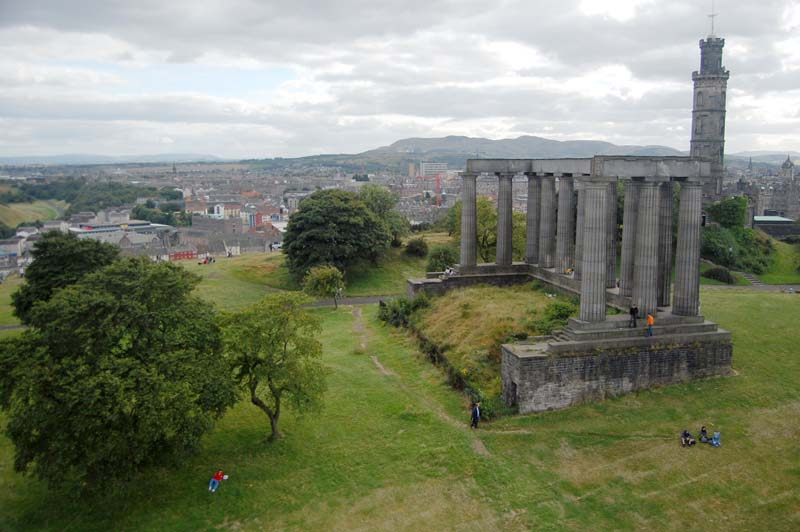
Калтон Гілл, Единбург, аерознімок із повітряного змія

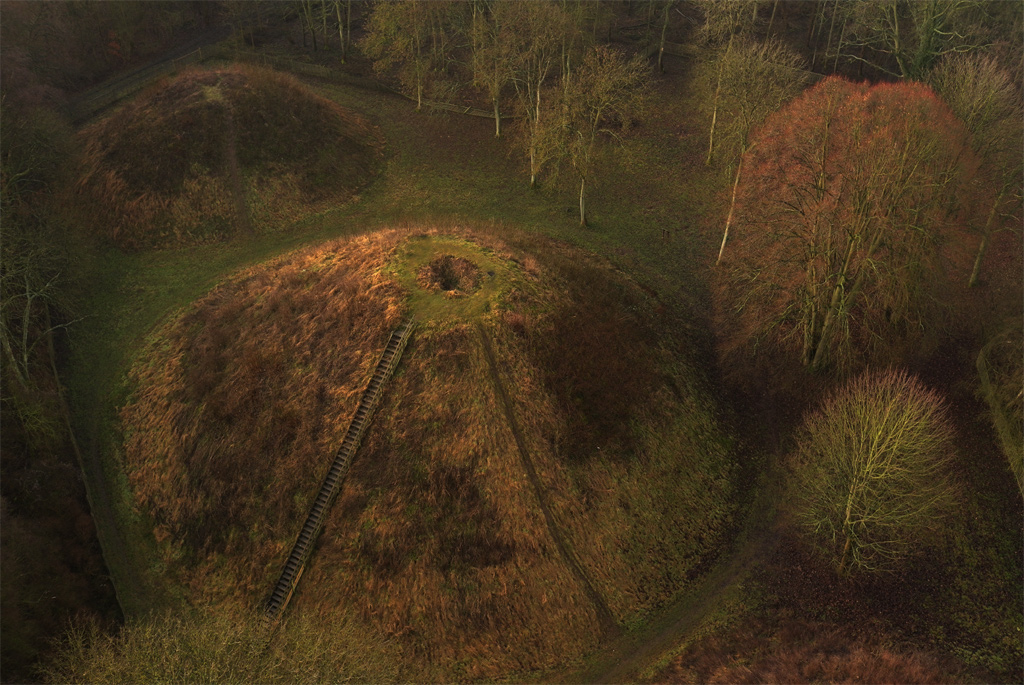
Знімок Бартлоу Гіллз, зроблений з повітряного змія

Найважливіша властивість повітряного змія, який використовується для підняття камери — це стабільність. Зазвичай використовуються повітряні змії з одним кріпленням, що дозволяє підняти їх на значно більшу висоту і отримати кращу стабільність ніж, наприклад, спортивні повітряні змії, управління якими відбувається за допомогою двох леєрів. Широко розповсюдженими є такі дизайни повітряних зміїв як парафойл, роккаку, дельта (в тому числі такі варіації як дельта конайн), а також новий дизайн легших-за-повітря гелікайтів. З них всіх найвживанішим є парафойл, оскільки він, завдяки своєму розміру, легко піднімається в повітря, а також легко складається і зберігається — завдяки своїй безкаркасній конструкції. Каркасні повітряні змії, такі як роккаку або дельта можуть триматися вище у зеніті, ніж парафойли, що є перевагою, коли простір між місцем запуску та об'єктом фотознімання обмежений. При цьому парафойли дозволяють піднімати більшу вагу, оскільки мають кращу аеродинамічну якість крила. Гелікайти дають можливість виконувати аерознімання з повітряних зміїв навіть у складних умовах, що відкриває можливість використання кайт-фотознімання для професійної фотографії.

### Камера
Останнім часом для аерознімання з повітряних зміїв широко використовують стійкі до ударів екшн-камери, які мають невеликі розмір і масу, прийнятну автономність та можливості дистанційного керування.

### Кріплення камери та стабілізація

#### Загальні принципи
Камеру можна прикріпити безпосередньо до повітряного змія, але зазвичай її закріпляють на регульованому каркасі, який підвішують до мотузки змія на деякій відстані від самого кайта. Ця відстань дозволяє послабити надмірний рух, який передається від повітряного змія камері, а також дозволяє змієві піднятися вище, знайти стабільніший повітряний потік ще до того, як камера буде підвішена до його мотузки. Якщо умови дозволяють, то фотокамера виставляється на коротку витримку (високу швидкість затвора), що дає змогу послабити ефект розмиття рухом. Із камер, в яких використовується технологія внутрішньої стабілізації зображення, можна в кінцевому результаті отримати більшу кількість чітких знімків. Для того, щоб виконувати фотографії, які правильно орієнтовані відносно горизонту — використовують певний метод підвіски, завдяки якому каркас із камерою під мотузкою повітряного змія вирівнюється автоматично.
Прикріплення камери напряму до повітряного змія або його леєра робить зміни в позиціонуванні дуже незграбними. Якщо камера розміщується всередині обрамування каркаса, цей каркас можна обладнати так, щоб він міг обертати камеру горизонтально та вертикально, а також змінювати орієнтацію зображень від портретної до пейзажної (обертанням камери) і навпаки. Такі налаштування каркаса можна робити ще на землі вручну, або вже коли він буде в повітрі — за допомогою пульта дистанційного керування, або за допомогою автоматичного контролера на каркасі. Зазвичай з цією метою використовують системи радіокерування, такі як на модельних радіокерованих (іграшкових) літаках. Сервоприводи у цих системах легко адаптуються до застосування з метою позиціонування камери. Було розроблено декілька автоматичних контролерів, які здатні зробити знімок, повернути камеру в потрібний бік, зробити наступне фото і т. д.

#### Маятникова підвіска
Цей простий метод вирівнювання потребує підвішування камери на довгому жорсткому підвісі до леєра повітряного змія так, щоб каркас із камерою вільно звисав на леєрі. Гравітація, звичайно ж, утримує рівновагу камери і каркаса, до якого вона прикріплена, незважаючи на кут нахилу леєра. Маятник буде коливатися відповідно до руху, який передається від леєра повітряного змія та потоку повітря навколо нього, але камера залишатиметься в стійкішому положенні та в кращій рівновазі, ніж якби вона була прикріплена без маятника.

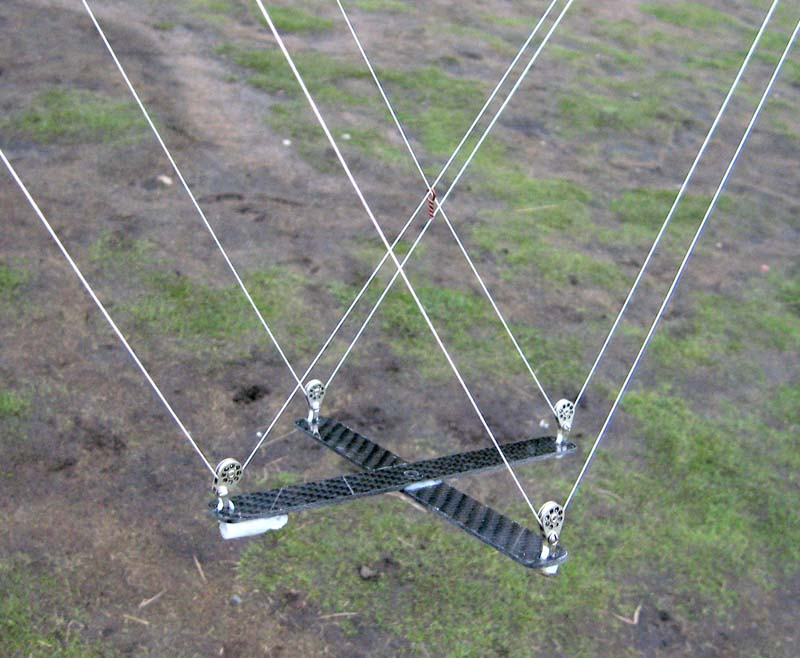
Хрестовина Пікаве

#### Підвіска Пікаве
Підвіска Пікаве, названа на честь її винахідника француза П'єра Пікаве, складається із жорсткої хрестовини, підвішеної до леєра змія, із кріпленням у двох віддалених точках на ній. Шнурок, яким вона підвішується до леєра, пронизується декілька разів крізь вічка на хрестовині та точки кріплення на линві повітряного змія. Шнур Пікаве проходить крізь вічка маленьких гачків, або мініатюрні котушки так, що вага каркаса з камерою природним чином вирівнює позицію підвіски, а отже й саму камеру відносно горизонту. Виміри, так само як і форма підвіски, неодноразово змінювалися в спробах збільшити стабільність, або покращити портативність.

### Спуск затвора та позиціонування камери
Затвор фотокамери можна спускати в декілька способів, залежно від типу камери та складності електроніки підвісного каркаса, якщо така використовується. До механізмів спуску затвора входять: використання радіоконтрольованого сервомеханізму, який повинен натискати кнопку спуску; використання інфрачервоного сигналу або дротового з'єднання, які на електронному рівні дають камері команду зробити знімок; використання вбудованого інтервалометра камери. В ідеалі, фотокамері дають піднятися на кінцеву висоту, перш ніж давати команду спуску, щоб уникнути виконання знімків під час підйому.

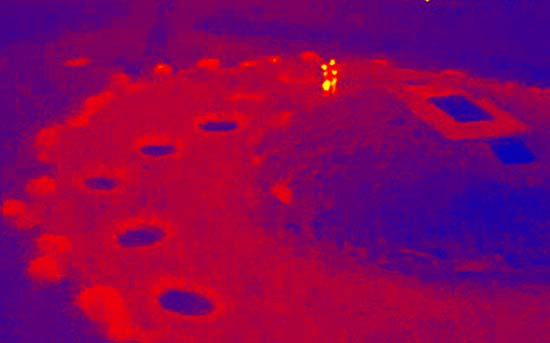
Термограма кургану пагорба Кернпепл Гілл, Західний Лотіан, зроблена за допомогою повітряного змія. Керманичі останнього стояли у підніжжі кургану

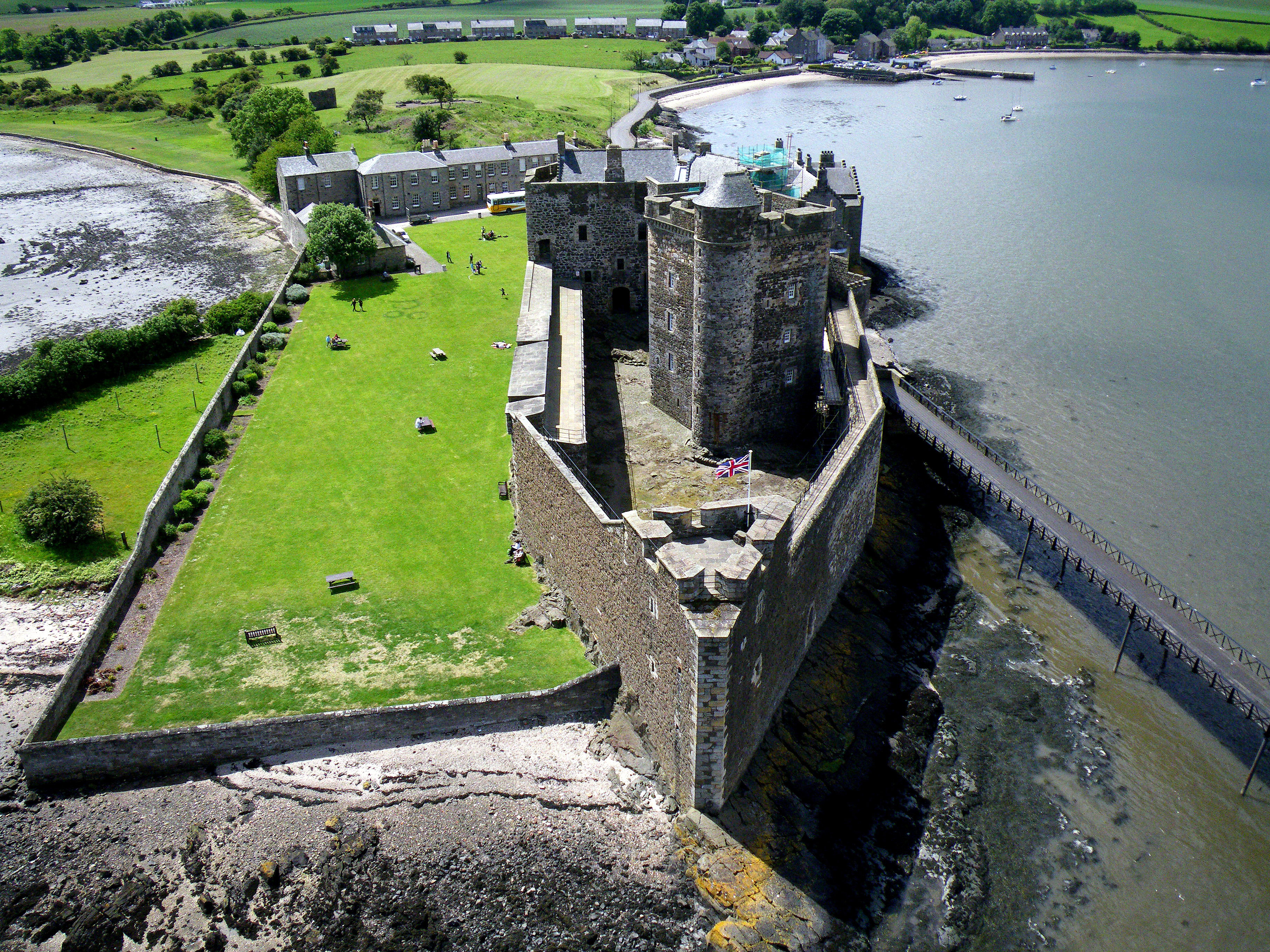
Аерознімок замку Блекнесс, Шотландія. Знімок виконаний із повітряного змія, запущеного з краю пристані

## Аерознімання з повітряного змія в наш час
Із появою інтернету, легких та доступних цифрових фотокамер, радіоуправління та мікроелектроніки, метод фотознімання за допомогою повітряних зміїв здобуває все більшу й більшу популярність. Останнім часом стали доступними стандартизовані «кітові» пристрої, які дозволяють новачкам швидко сконструювати функціональний апарат для аерознімання з повітряного змія і одразу ж почати робити фотознімки у видимій частині світлового спектру, а то й навіть, за наявності більшого досвіду, — в ультрафілолетовій, близькій до інфрачервоної та в тепловій інфрачервоній частинах спектру. Практичне та комерційне використання такого методу аерофотозйомки — обмежене внаслідок непередбачуваності погоди (а особливо — вітру, сонця та дощу), а також внаслідок того факту, що далеко не в кожному місці зручно запускати повітряного змія. Запуск повітряного змія поблизу будинків або дерев (особливо з навітряного боку) може бути дуже проблематичним через сильну турбулентність. Головними сферами застосування на сьогодні є аматорська фотографія, мистецтво та значною мірою археологія, як про це сказано на вебсторінках Археологічного тресту Західного Лотіану. Спроби комерціалізувати кайт-аерознімання — до цього часу переважно зазнавали невдачі.